# 韓貞愛
韓貞愛（：／ Han Jung-ae；1965年1月8日—），大韓民國政治人物，第19至22屆國會議員，曾任韓國環境部部長。

## 政治立場
韓貞愛支持動物保護，反對食用狗肉，在立法強化《動物保護法》時，遭「肉犬」屠宰場飼主抗議淪為動保團體的傀儡，但同時也獲得動保團體的支持。
韓貞愛支持藝術家社會保險覆蓋率的完善，提案《藝術家就業保險申請法》。